# Hochenergiedichtephysik
Unter Hochenergiedichtephysik (HEDP) versteht man ein interdisziplinäres Fachgebiet aus der Physik und Technik, gekennzeichnet durch hohe Energiedichten. Man untersucht in der Hochenergiedichtephysik die Prozesse und Veränderungen von Materie unter Extrembedingungen, z. B. ab Drücken von 1 Mbar bzw. ab 100 GPa – also dem millionenfachen des normalen Luftdrucks – und extrem hohen Temperaturen. Andere physikalische Parametern, die ebenfalls verändert werden, sind häufig über eine Zustandsgleichung verbunden.
Die Hochenergiedichtephysik ist nicht zu verwechseln mit der Hochenergiephysik (HEP).

## Forschungsgebiete
Die HEDP untersucht und erforscht Phänomene und Probleme aus: Materialwissenschaft, Astrophysik, Strahlungs- oder Transportprobleme, Thermodynamik, Atom- und Kernphysik, Kernfusion, Strahlungshydrodynamik, Plasmaphysik, Schockwellen, Gasdynamik, Explosionen usw. 
Laborgeräte der HEDP sind z. B. die Diamantstempelzelle, Hochenergieanlagen (Plusenergie z. B. die  Z-Maschine), oder Hochenergielaserfusionsanlagen (z. B. NIF).